# Murias Chaos
Murias Chaos è una regione caotica presente sulla superficie di Europa, satellite di Giove. Il suo nome deriva da quello di una città della mitologia irlandese.
Esistono diverse ipotesi sulla formazione della regione, principalmente legate alla possibilità di uno scioglimento parziale dei ghiacci della litosfera del satellite o ad eventuali processi di convezione per cui ghiacci a temperature diverse potrebbero rimescolarsi all'interno di Europa. Le osservazioni della sonda Galileo hanno evidenziato che la morfologia di Murias Chaos la rende diversa da tutte le altre formazioni caotiche: è leggermente sopraelevata rispetto al terreno circostante, e deve aver subito un innalzamento notevole nel suo passato; lo stesso materiale che la compone sembra essersi diffuso per un raggio di decine di chilometri sulle pianure circostanti, forse scorrendo sulla superficie (e provocando quindi l'innalzamento per isostasia di Murias Chaos). 
Alcuni sostengono che la regione sia in realtà collegata alla presenza di un diapir di grandi dimensioni nel sottosuolo, analogamente a quanto accade per le lenticulae e per gli altri terreni caotici, cui corrispondono effettivamente nel sottosuolo piccoli diapir isolati o raggruppati.